# Saint-Valentin
Saint-Valentin is een gemeente in het Franse departement Indre (regio Centre-Val de Loire) en telt 269 inwoners (2005). De plaats maakt deel uit van het arrondissement Issoudun.

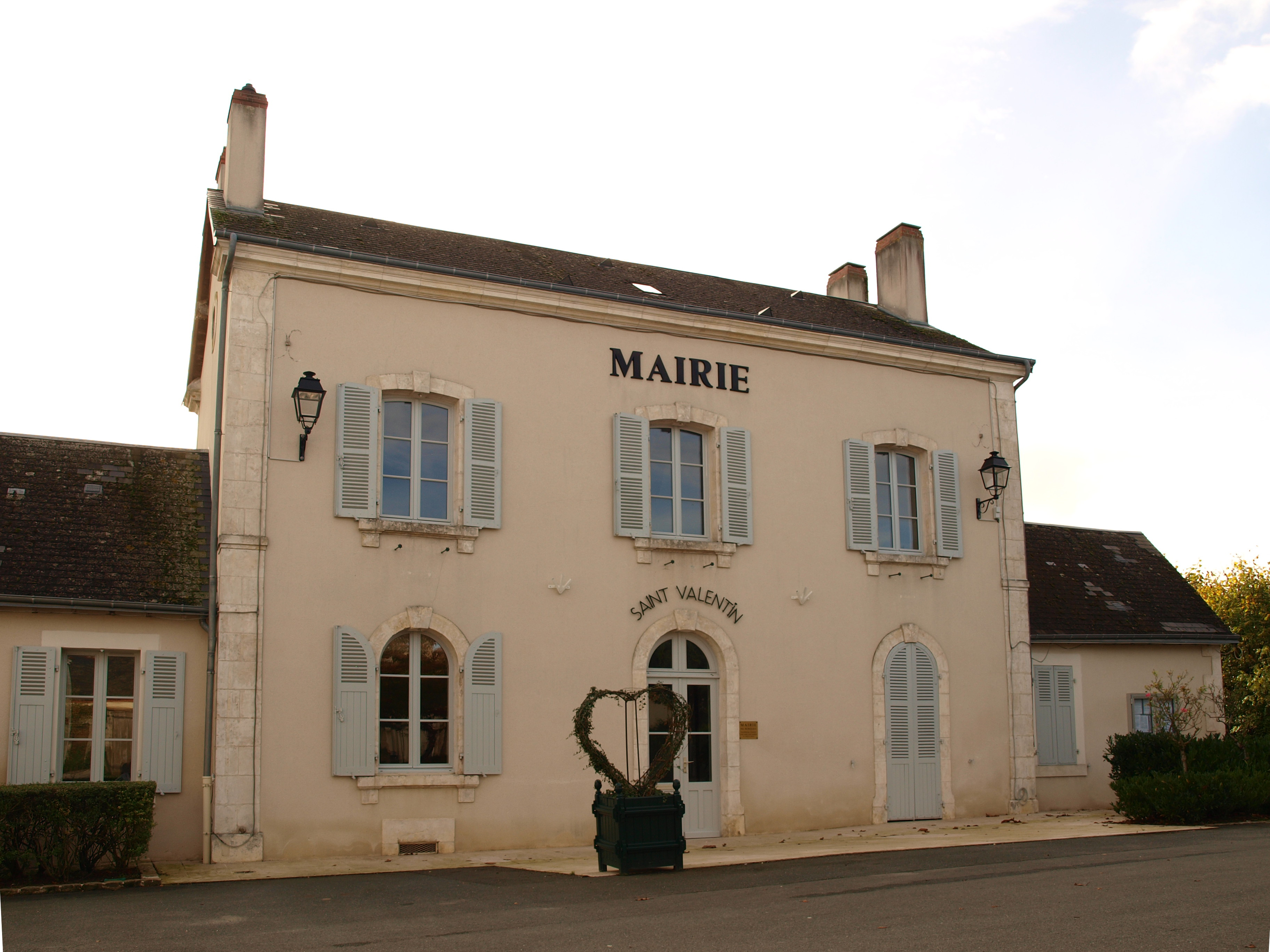
Gemeentehuis
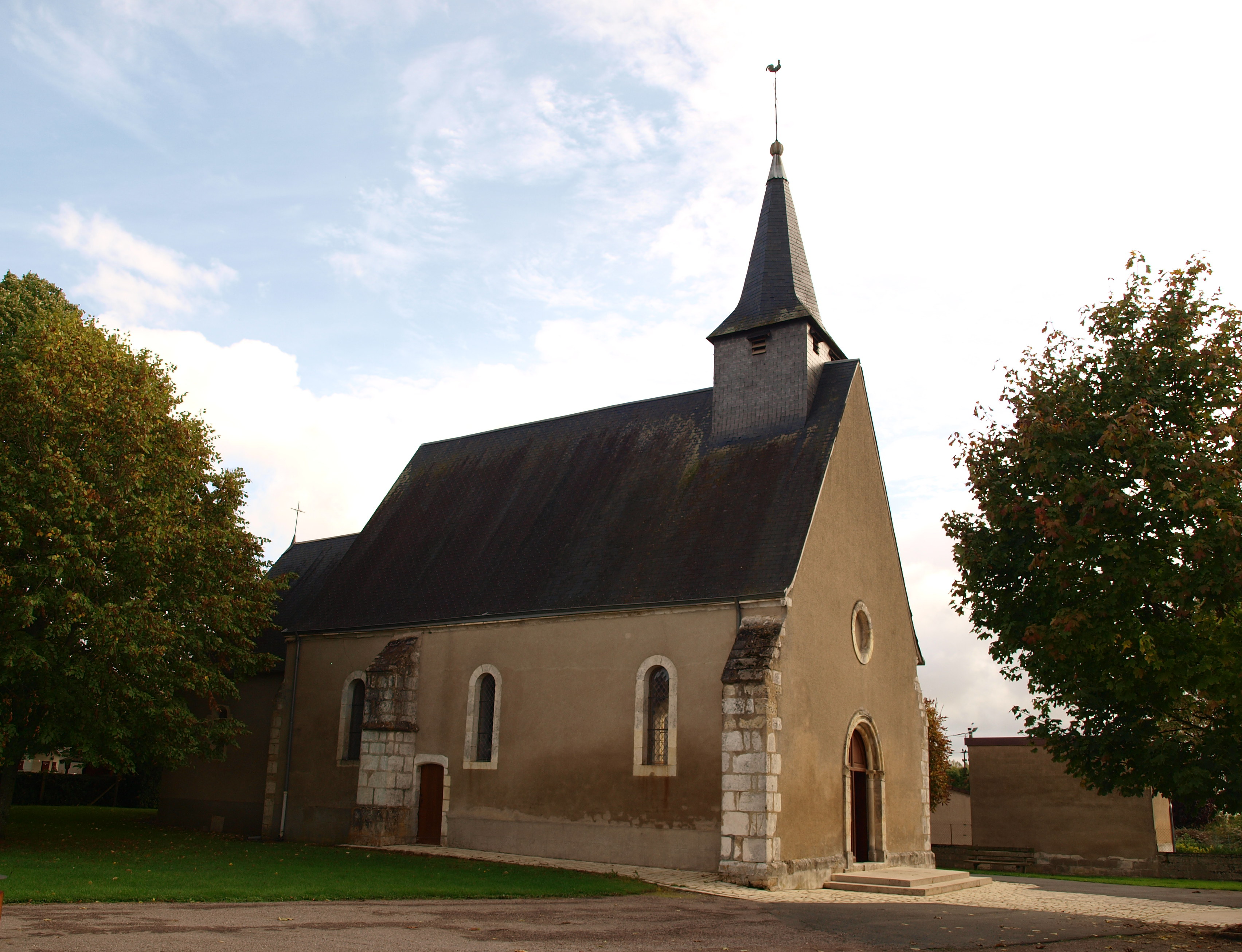
Kerk van Saint-Valentin

## Geografie
De oppervlakte van Saint-Valentin bedraagt 25,5 km², de bevolkingsdichtheid is 10,5 inwoners per km².
De onderstaande kaart toont de ligging van Saint-Valentin met de belangrijkste infrastructuur en aangrenzende gemeenten.

## Demografie
Onderstaande figuur toont het verloop van het inwonertal (bron: INSEE-tellingen).